# Gabriel Poulain
Gabriel Poulain (ur. 14 lutego 1884 w Saint Helier, zm. 9 stycznia 1953 w Nicei) – francuski kolarz torowy, pięciokrotny medalista mistrzostw świata.

## Kariera
Pierwszy sukces w karierze Gabriel Poulain osiągnął w 1905 roku, kiedy zdobył złoty medal w sprincie indywidualnym zawodowców podczas mistrzostw świata w Antwerpii. Przed wybuchem I wojny światowej zdobył jeszcze trzy srebrne medale w tej konkurencji, podczas: MŚ w Genewie (1906), MŚ w Berlinie (1908) i MŚ w Kopenhadze (1909). W dwóch pierwszych przypadkach lepszy okazał się Duńczyk Thorvald Ellegaard, a w trzecim zwyciężył kolejny Francuz - Victor Dupré. Po wojnie zdobył między innymi tytuł mistrza Francji w 1922 i 1924 roku, a na mistrzostwach śwista w Zurychu w 1923 roku zajął ponownie drugie miejsce, tym razem przegrywając z Pietem Moeskopsem z Holandii. Nigdy nie wystąpił na igrzyskach olimpijskich.
W 1921 roku firma Peugeot wyznaczyła nagrodę w wysokości 10 000 franków dla pierwszego człowieka, który przeleci 10 metrów w maszynie napędzanej siłą mięśni. Gabriel Poulain podjął wyzwanie. 18 czerwca 1921 roku rozpędził się z górki na rowerze z przymocowanymi skrzydłami do prędkości ok. 48 km/h i wzbił się w powietrze. Lot na wysokości około 45 cm nad powierzchnią ziemi trwał 2,6 sek, w którym to czasie Francuz pokonał odległość 8 m. Do zdobycia nagrody zabrakło mu więc dwóch metrów.